# Єлизаветове
Єлизаве́тове (до 1945 року — Кари; крим. Qarı) — село Євпаторійського району Автономної Республіки Крим.